# 루키우스 세르기우스 카틸리나
루키우스 세르기우스 카틸리나(Lucius Sergius Catilina, 기원전 108년–기원전 62년)는 로마 공화정말기의 정치가이다. 원로원에 맞서서 로마 공화정을 전복하려 시도한 카틸리나의 모반으로 유명하다.

## 생애
카틸리나는 기원전 108년 유서깊은 귀족가문에서 태어났다. 선대에 집정관을 지낸 집안이었으나 그의 시대에는 경제적으로나 정치적으로 쇠퇴해가는 가문이었다. 카틸리나는 군사적 재능을 보여 동맹시 전쟁당시 폼페이우스 스트라보의 밑에서 키케로, 폼페이우스와 함께 참전했다. 가이우스 마리우스의 시절에 별다른 역할을 하진 않았지만 정치적으로 실각하진 않았고 술라 내전 시기에는 술라의 편에 섰다. 기원전 73년 로마 신전의 여사제와 간통혐의를 받았으나 퀸투스 루타티우스 카툴루스의 도움으로 무죄가 되었다.
기원전 68년 법무관이 되었고 그 다음 2년간은 아프리카 속주의 총독으로 있었다. 로마로 돌아와서 기원전 65년 겨울 집정관직에 출마하려 했으나 속주민 대표단이 그를 권력남용으로 원로원에 기소하여 재판에 회부되는 바람에 입후보 자격을 상실했다. 그 불만으로 음모를 꾀했으나 실패하였다(제1차 카틸리나 음모 사건). 수많은 로마의 유력자들의 지원으로 무죄가 선고되었으나 집정관직은 놓쳤다. 다음해에도 집정관직을 노리고 출마했으나 원로원의 지원을 받은 키케로와 가이우스 안토니우스가 당선되는 바람에 좌절했다. 당시 그는 부채의 전액 탕감을 공약으로 내걸었는데 그런 급진적인 공약을 두려워한 원로원은 그를 방해했다.

## 카틸리나 모반
카틸리나는 포기하지 않고 기원전 63년에도 또 집정관 선거에 도전했는데 이번에도 부채의 전액 탕감을 공약으로 걸고 나섰으나 3등에 그쳤다. 그러나 이번에는 선출된 집정관중 한사람인 루키우스 리키니우스 무레나가 선거법 위반으로 고발당했다. 무레나의 유죄가 확정되면 카틸리나가 집정관이 되는 상황에서 원로원은 키케로를 앞세워 변호하게 하고 결국 무죄가 되었고 카틸리나는 또 다시 실패했다.

### 모반의 과정
카틸리나에게는 부채의 탕감을 원하는 지지자들이 모여들기 시작했다. 카틸리나는 이들을 규합하고 기원전 63년 10월 28일을 기해 무장 봉기를 일으켜 공화정을 전복할 계획을 세웠다. 카틸리나에 모여든 사람들가운데는 기원전 71년의 집정관을 지냈으나 방탕한 생활로 원로원에서 쫓겨났다 돌아온 푸블리우스 코르넬리우스 렌툴루스, 전직법무관 카시우스 롱기누스등 원로원에 불만이 많았던 귀족들과 빚이 많은 자들이었다. 당시 집정관인 키케로는 정보망을 통해 이 음모를 알고 있었으나 확실한 증거가 없었다. 카틸리나는 거사를 앞둔 사람답지 않게 너무도 태연하였기 때문에 원로원 의원들은 반신반의 하는 분위기였다.

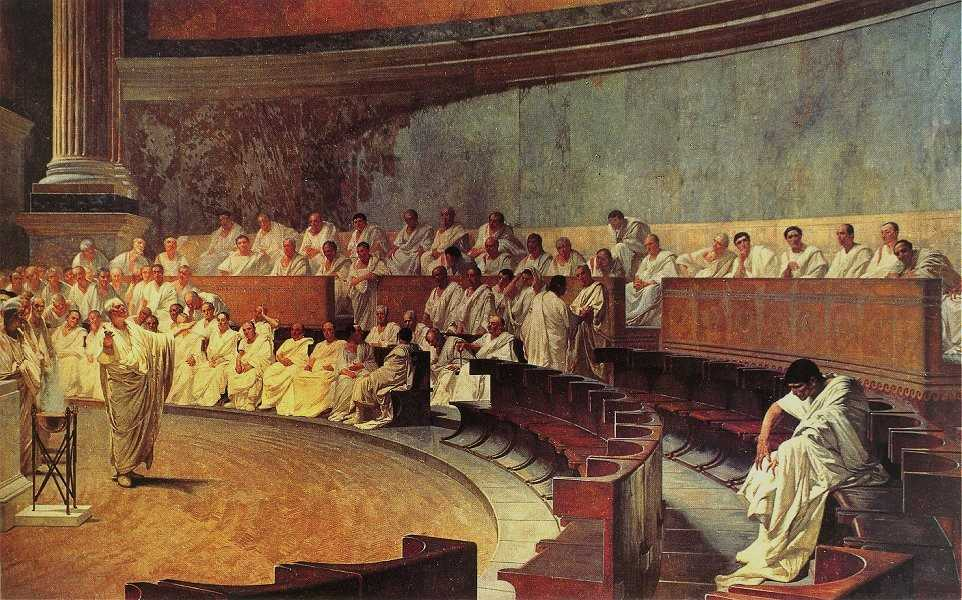
카틸리나를 탄핵하는 키케로 (19세기의 상상도)

원로원에서는 연일 음모에 관한 토론이 이어졌고 크라수스와 율리우스 카이사르도 음모의 공모자라는 혐의를 받았다. 카이사르가 당시 카토에게 혐의를 벗어나는 일화는 유명하다. 10월 21일 카틸리나의 음모를 확신하는 키케로는 결국 원로원에서 원로원 최종 권고를 얻어냈지만 카틸리나는 계속해서 증거를 대라고 주장했다.

### 카틸리나 탄핵
11월 8일 원로원 회의에서 키케로는 유명한 카틸리나 탄핵을 발표했고 카틸리나는 로마를 떠났으나 아직도 결정적인 물적 증거는 없었다. 키케로는 증거확보를 위해 반란에 가담한 갈리아인들을 부추겨 음모가담자의 서명을 받아오게 하여 증거를 확보했고 카툴루스를 비롯한 로마에 남아있던 음모자 5명을 체포했다. 12월 5일 원로원 회의에서 체포된 음모자 5명의 처형문제가 논의되다. 쟁점은 "원로원 최종 권고"가 있더라도 과연 재판권과 항소권도 없이 로마 시민을 처형할 수 있는가에 있었다. 카이사르는 음모자의 재판권없는 처형을 반대했으나 카토와 키케로의 열변으로 결국 처형이 결정되었다.

### 죽음
기원전 62년 1월 대규모 카틸리나 토벌군단이 조직되었고 3만명의 병력이 동원되어 카틸리나 토벌에 나섰다. 카틸리나는 동지 3,000명과 알프스를 넘어 갈리아로 달아나려다 정규군에 포위되었고 카틸리나 본인을 비롯해 3,000명 전원이 모두 목숨을 잃었다.
나중에 키케로는 네 차례에 걸친 카틸리나 탄핵을 책으로 펴냈고 이 책은 아직까지도 라틴어의 교본으로 쓰일 정도로 명문으로 인정받고 있다.